# Eddy Villarraga
Eddy Villarraga (Bogotá, Colombia, 9 de septiembre de 1969) es un exfutbolista colombiano. Jugaba de arquero. Se destacó por ser uno de los jugadores importantes de Millonarios en la década de 1990 junto a hombres como Ricardo Lunari, Osman López, Freddy León, Alex Daza, Edison Domínguez, Márcio Cruz, entre otros.

## Clubes

### Como jugador
| Club                | País                | Año                 | Partidos |
| ------------------- | ------------------- | ------------------- | -------- |
| Millonarios         | Colombia            | 1989-1997           | 176      |
| Deportes Tolima     | Colombia            | 1998-2003           | 90       |
| Atlético Huila      | Colombia            | 2003-2005           | 13       |
| Total En Su Carrera | Total En Su Carrera | Total En Su Carrera | 279      |

### Como preparador de arqueros
| Club            | País     | Año           |
| --------------- | -------- | ------------- |
| Deportes Tolima | Colombia | 2011-2016     |
| Águilas Doradas | Colombia | 2019-presente |